# Teresa Canela Giménez
Teresa Canela Giménez (n. 4 de marzo de 1959) es una Maestro Internacional Femenino de ajedrez española.

## Competiciones nacionales
Fue seis veces Campeona de Cataluña de ajedrez, en los años 1975, 1976, 1978, 1982, 1983 y 1985, y resultó subcampeona en cuatro ocasiones, en los años 1974, 1977, 1981 y 1984.

## Competiciones internacionales
Participó representando a España en las Olimpíadas de ajedrez en cinco ocasiones, en los años 1976, 1984, 1986, 1988 y 1990, alcanzando en el año 1976, en Haifa, la medalla de bronce por equipos.
Ganó el torneo zonal, clasificatorios para el torneo interzonal, en el año 1980 en Portugal. 
Participó en el torneo interzonal clasificatorio para el Campeonato Mundial Femenino de ajedrez, en 1987 en Tuzla, acabó en el décimo sexto lugar sobre dieciocho jugadoras.